# Przekaźnik monostabilny
Uzasadnienie:  Zbyt mało treści jak na samodzielny artykuł
Przekaźnik monostabilny (ang. monostable relay) – przekaźnik elektryczny, który zmieniwszy stan pod działaniem wielkości zasilającej wejściowej powraca do stanu poprzedniego, gdy działanie to ustaje.